# アルノル・コングスゴール
アルノル・コングスゴール（Arnholdt Kongsgård、1914年11月23日 - 1991年1月22日）は、ノルウェー、ブスケルー県コングスベルグ出身のスキージャンプ選手。

## プロフィール
1936年のガルミッシュパルテンキルヒェンオリンピックでは8位、
1938年ノルディックスキー世界選手権では6位、同年のノルウェー選手権で2位となった。
翌1939年ノルディックスキー世界選手権で銅メダルを獲得、ノルウェー選手権では再び2位だった。
第二次世界大戦後競技に復帰したコングスゴールはノルウェー選手権で自身3度目の2位、また、ヒルマル・ミーラが持つヴィケルスンジャンプ台のバッケンレコードを10年ぶりに2.5メートル更新した。（87.5メートル）さらに1948年に88.5メートルに更新、この記録は1951年にアルネ・ヘールが98メートルを飛ぶまで保持された。
スノーボードハーフパイプの元オリンピック選手アンネ＝モーリン・コングスゴールは孫である。